# Nicola Casal Caminha
Nicola Casal Caminha (Campo Grande, 6 de dezembro de 1910 – 6 de janeiro de 1995) foi um médico brasileiro.
Graduado pela Faculdade de Medicina da Universidade Federal do Rio de Janeiro em 1934, especializou-se em radiologia nos Estados Unidos e na Suécia. Foi eleito membro da Academia Nacional de Medicina em 1976, sucedendo Mario Olinto de Oliveira na Cadeira 45, que tem Olinto de Oliveira como patrono.